# كينان رينولدز
كينان رينولدز (بالإنجليزية: Keenan Reynolds)‏ هو لاعب كرة قدم أمريكية أمريكي، ولد في 13 ديسمبر 1994 في Antioch, Tennessee ‏ في الولايات المتحدة.

## وصلات خارجية
- كينان رينولدز على موقع إي إس بي إن.كوم (أن.أف.أل)3
- كينان رينولدز على موقع مرجع كرة القدم المحترفة.كوم (الإنجليزية)
- كينان رينولدز على موقع كلية كرة القدم في سبورتس رفرنس.كوم (الإنجليزية)